# Diana Mocanu
Diana Mocanu, de son nom complet Diana Iuliana Mocanu, est une nageuse roumaine née le 19 juillet 1984 à Brăila.
Elle a remporté deux médailles d'or aux Jeux olympiques de Sydney et une médaille d'or aux championnats du monde de natation 2001 tenus au Japon.

## Palmarès

### Jeux olympiques d'été
- Jeux olympiques de 2000 à Sydney
  -  Médaille d'or sur 100 mètres dos
  -  Médaille d'or sur 200 mètres dos

### Championnats du monde
- Championnats du monde 2001 à Fukuoka
  -  Médaille d'or sur 200 mètres dos
  -  Médaille d'argent sur 100 mètres dos

### Championnats d'Europe
- Championnats d'Europe 1999 à İstanbul
  -  Médaille de bronze sur 100 mètres papillon
- Championnats d'Europe 2000 à Helsinki
  -  Médaille d'argent sur 50 mètres dos
  -  Médaille d'argent sur 100 mètres dos
  -  Médaille d'argent sur 200 mètres dos
  -  Médaille de bronze sur 4 × 100 mètres 4 nages